# ريحان الأعلى (الحيمة الخارجية)

تعديل مصدري - تعديل

ريحان الأعلى هي إحدى قرى عزلة بني جحدب بمديرية الحيمة الخارجية التابعة لمحافظة صنعاء، بلغ تعداد سكانها 70 نسمة حسب تعداد اليمن لعام 2004.